# Nina Rillstone
Nina Kathy Rillstone (* 15. April 1975 in Brentford, Vereinigtes Königreich) ist eine ehemalige neuseeländische Langstreckenläuferin.
2001 wurde sie nationale Meisterin über 1500 und 3000 Meter, 2004 über 3000 und 5000 Meter.
Im Jahr darauf stellte sie mit 1:10:49 h einen Landesrekord im Halbmarathon auf und kam bei den Halbmarathon-Weltmeisterschaften in Edmonton auf den 20. Platz. 2006 belegte sie bei den Crosslauf-Weltmeisterschaften in Fukuoka auf der Langstrecke Platz 15, wurde jeweils Dritte beim Nagano-Marathon und beim Virginia-Beach-Halbmarathon und Siebte beim New-York-City-Marathon. 2007 wurde sie jeweils Dritte beim Boilermaker Road Race und beim New-York-City-Halbmarathon, auf dessen nicht bestenlistentauglichen Kurs sie eine Zeit von 1:10:35 h erzielte, und kam beim Marathon den Weltmeisterschaften in Osaka auf den 13. Platz. Beim Marathon der Olympischen Spiele 2008 in Peking lief sie auf dem 16. Rang ein.
2010 siegte sie beim Yangzhou-Jianzhen-Halbmarathon.
Nina Rillstone ist 1,68 m groß und wiegt 45 kg. Sie wird von John Bowden trainiert und startet für den Pakuranga Athletic Club.

## Persönliche Bestzeiten
- 3000 m: 9:07,70 min, 7. Januar 2006, Papakura
- 5000 m: 15:54,84 min, 17. Dezember 2005, Auckland
- 10.000 m: 32:57,37 min, 30. April 2004, Palo Alto
- 15-km-Straßenlauf: 50:26 min, 8. Juli 2007, Utica
- Halbmarathon: 1:10:49 h, 5. Juni 2005, Christchurch (nationaler Rekord)
- Marathon: 2:29:46 h, 16. April 2006, Nagano